# Годолен, Пьер
Пьер Годолен (фр. Pèire Godolin, или фр. Pierre Goudouli, или фр. Pierre Goudelin; 1580—1649) — лангедокский поэт.

## Биография
Пьер Годолен родился 11 июля 1580 года в городе Тулузе.

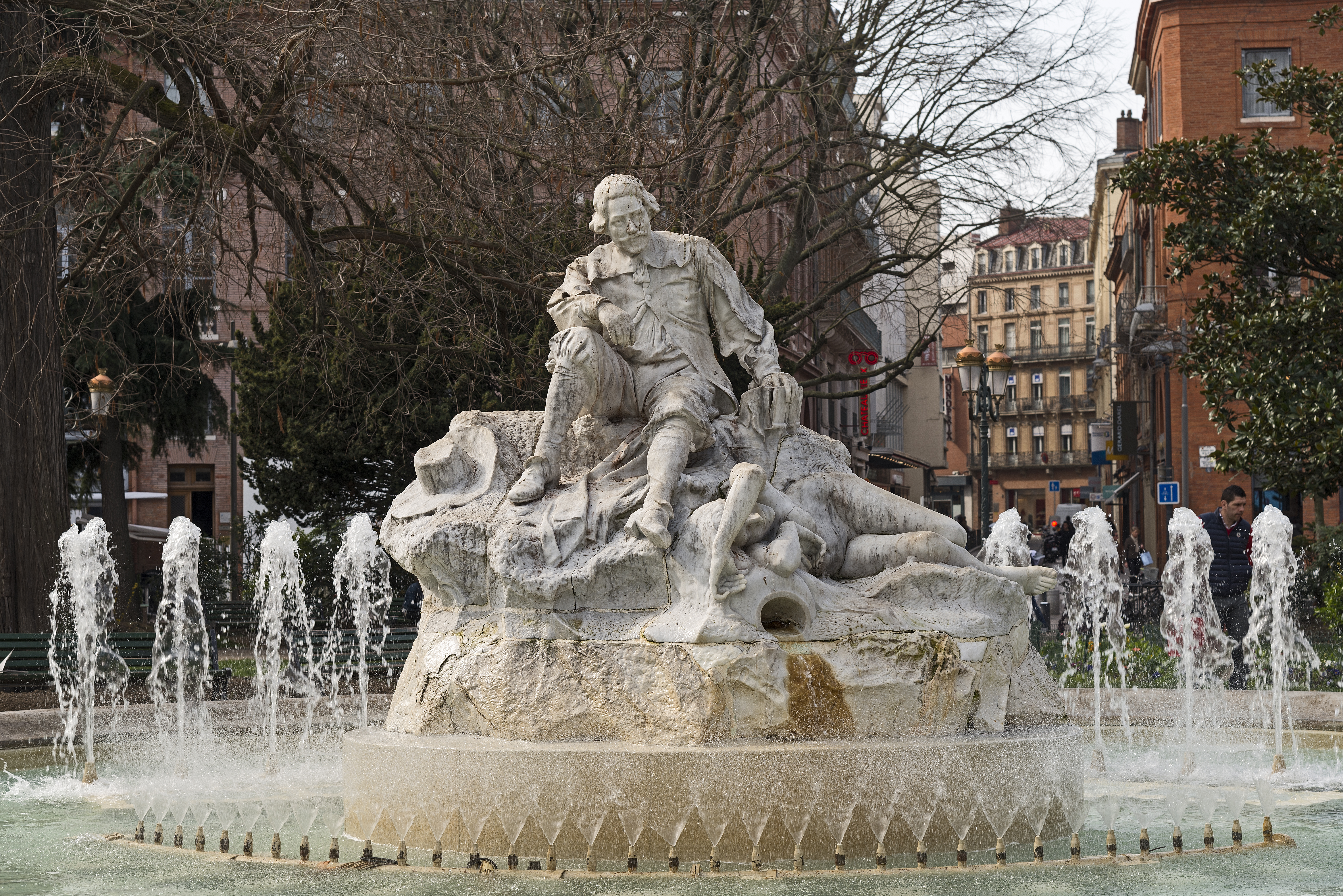
Памятник Годолену в Тулузе
(скульптор А. Фальгьер)

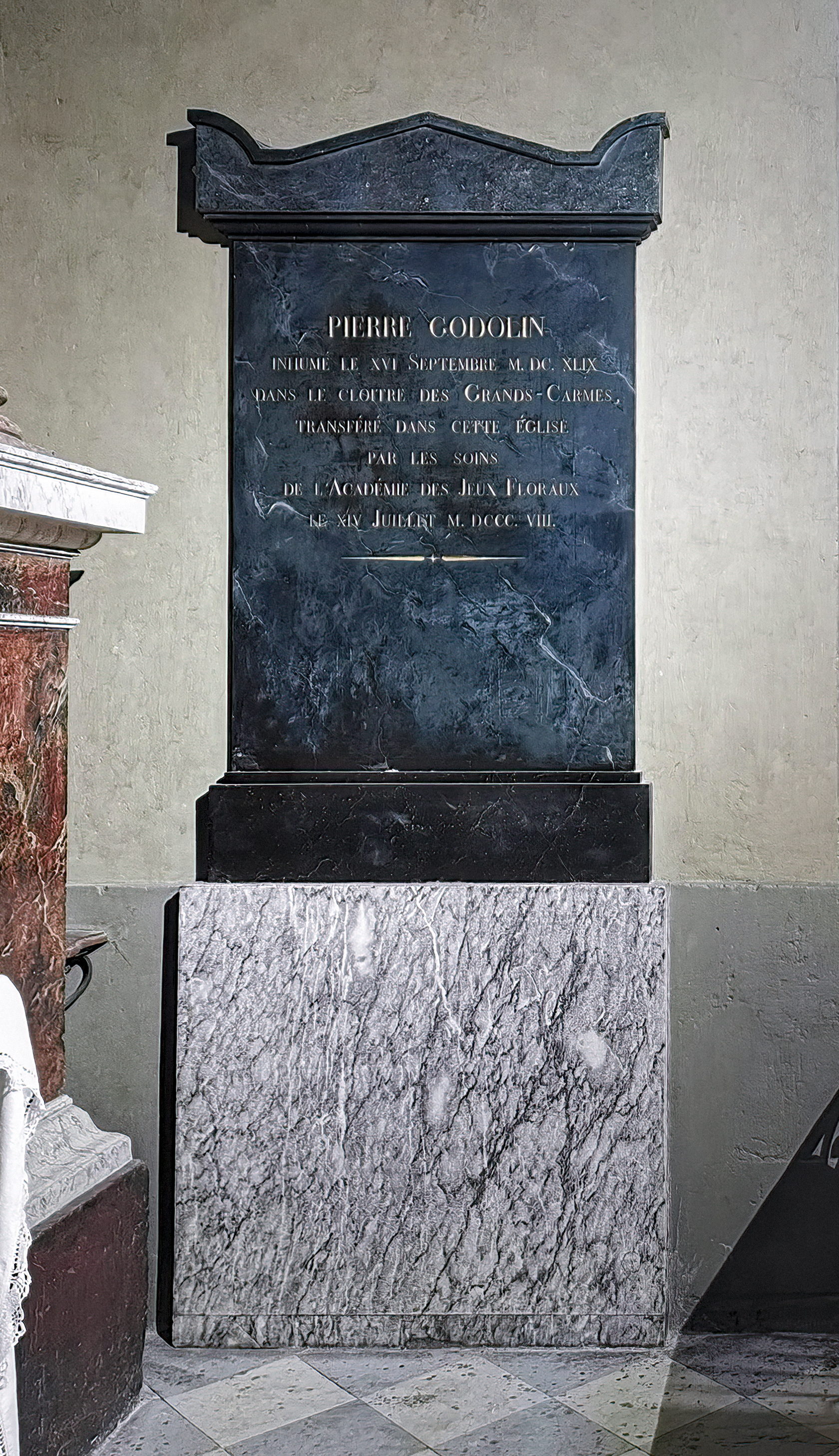
Его могила в базилике Нотр-Дам-де-ла-Дорад в Тулузе

Писал на своем диалекте любовные поэмы, идиллии, оды и тонкие эпиграммы, в которых подражал античным авторам: Пиндару и Горацию. Большинством литературных критиков лучшим его произведением признается ода на смерть французского короля Генриха IV («Stanzas on the death of Henry IV») написанная в 1610 году. 
Многие из поэм Годолена переводились на испанский и итальянский языки, и автор, несмотря на свойственную ему напыщенность и аффектацию, считался одним из лучших поэтов своей эпохи. 
Кроме старых изданий сочинений (Тулуза, 1648 и 1693), труды Годолена неоднократно переиздавались.
Пьер Годолен умер в сентябре 1649 года в родном городе, где позднее, по просьбе жителей города, французский скульптор Александр Фальгьер (тоже уроженец Тулузы) поставит ему памятник.

## Избранная библиография
- Stanzas on the death of Henry IV (1610)
- Le Ramelet Moundi (1617-1648)
- Les Obros (1647)